# Alaris

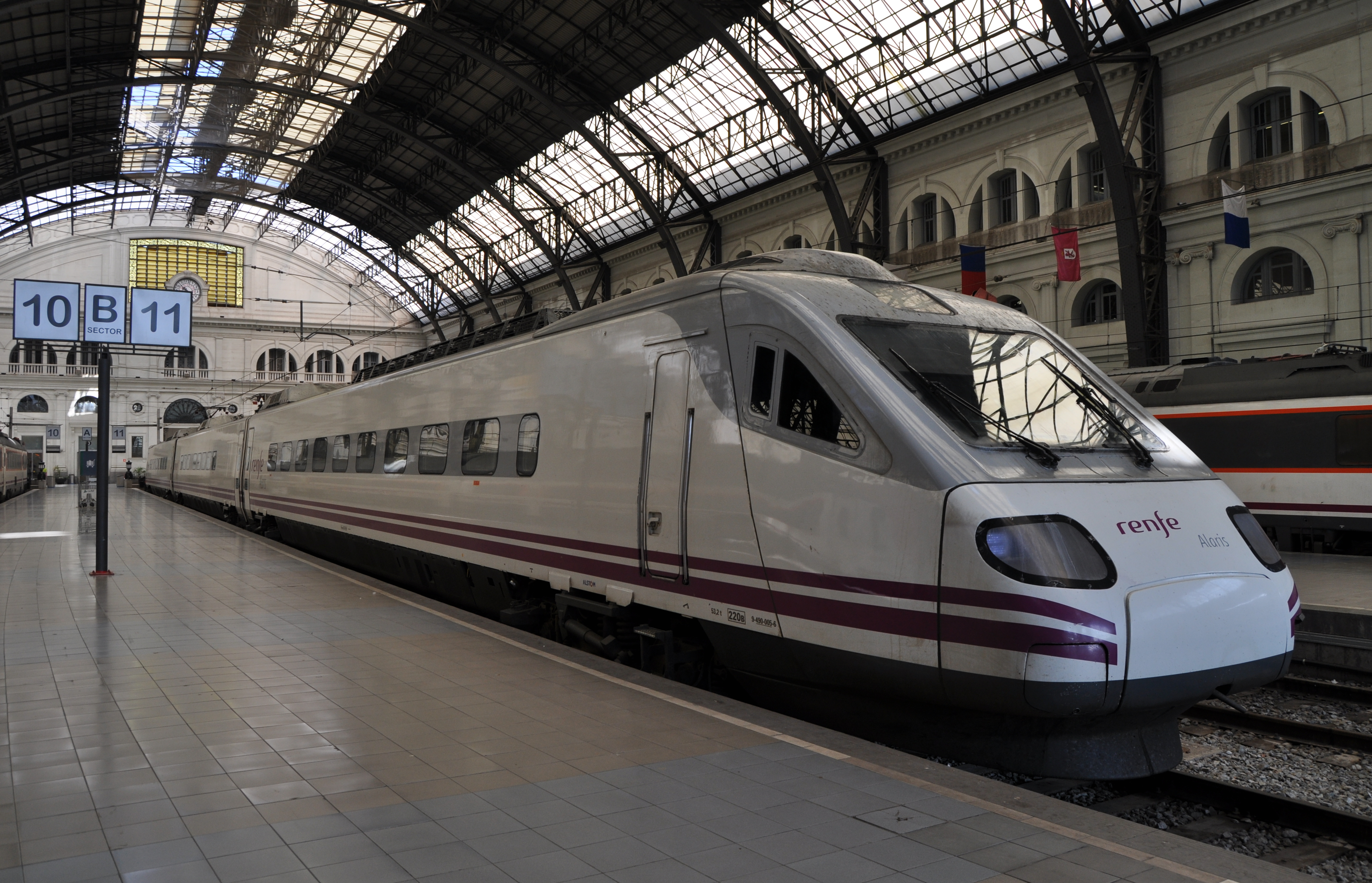
Ein Alaris der RENFE-Baureihe 490

Alaris [aˈlaɾis] ist eine Zuggattung der spanischen Eisenbahngesellschaft RENFE für hochwertige Verbindungen auf der Relation Madrid–Valencia–Castellón. 

## Betrieb
Ab 16. Februar 1999 wurden Triebzüge die Züge der Baureihe 490 als Alaris eingesetzt, seit 2008 sind auch die RENFE-Baureihen 120 und 130 auf diesem Angebot anzutreffen. 
Wie auch bei anderen spanischen Fern- und Hochgeschwindigkeitszügen ist die Benutzung des Alaris reservierungspflichtig. Neben der Hauptstrecke ergänzt der Alaris darüber hinaus auf der Verbindung vom Bahnhof Barcelona-Sants nach Alicante zweimal täglich den Euromed.